# 大阪府道225号大津港線
大阪府道225号大津港線（おおさかふどう225ごう おおつこうせん）は、大阪府泉大津市を通る一般府道である。

## 概要
泉大津市東港町から泉大津市戎町に至る。全線片側1車線。
1937年（昭和12年）に旧大津港の埋立造成が完成したことを受けて1939年（昭和14年）に計画された「大津港府中線」（1946年（昭和21年）着工、1953年（昭和28年）竣工）の一部区間を継承する。
旧大津港の埠頭は左右対称の東港と西港に分かれ、その境界線の延長上に道路が伸びている。泉大津旧市街の中を通り、かつての下条大津と宇多大津の概ね境界となっている。
毎年10月、スポーツの日（旧：体育の日）の前々日と前日に行われる大津地区（通称：濱八町）の泉大津だんじり祭りでは全線車両通行止めになる。

### 路線データ
- 起点：大阪府泉大津市東港町（港交差点、大阪府道29号大阪臨海線交点）
- 終点：大阪府泉大津市戎町（戎町交差点、大阪府道38号富田林泉大津線終点、大阪府道204号堺阪南線交点）

## 地理

### 通過する自治体
- 大阪府
  - 泉大津市

### 交差する道路
| 交差する道路                                     | 交差する場所 | 交差する場所      |
| ------------------------------------------------ | ------------ | ----------------- |
| 大阪府道29号大阪臨海線                           | 東港町       | 港交差点 / 起点   |
| 大阪府道38号富田林泉大津線 大阪府道204号堺阪南線 | 戎町         | 戎町交差点 / 終点 |

### 沿線
- 阪神高速4号湾岸線 泉大津PA（起点付近）
- 日本磁力選鉱 泉大津工場
- 東港公園
- 淀川製鋼所 泉大津工場
- きららタウン泉大津
- ホテルきららリゾート関空（旧・ホテルサンルート関空）